# 아이오나 파이프

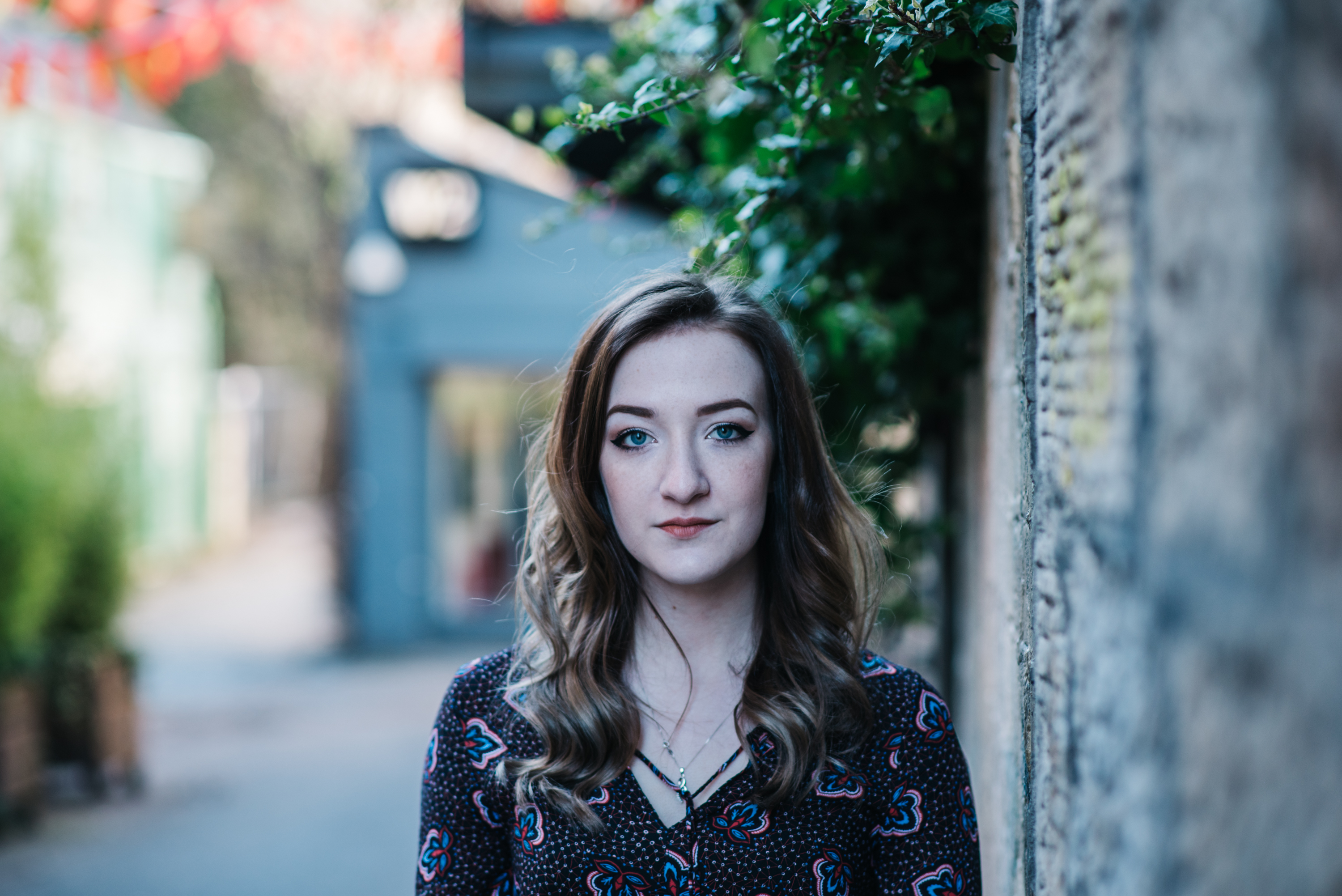
아이오나 파이프의 모습

아이오나 파이프(스코트어: Iona Fyfe)는 스코트어를 사용하는 스코틀랜드인 발라드 가수다. 현재 스코틀랜드 전통음악노래협회(TMSA) 이사 및 영국 음악인노조 스코틀랜드·북아일랜드 지역위원회 위원으로 활동하고 있다.

## 생애
애버딘셔에서 태어나 스코트어를 쓰면서 자라났으며, 스코틀랜드 왕립 콘서바토리 전통음악과를 우등으로 졸업하였고, 런던 컬리지 오브 뮤직 전통성악과에서 펠로우십 졸업을 하였다.
졸업 이후, COVID-19 이전까지 잉글랜드 남부와 독일, 스페인, 폴란드, 체코, 호주 등의 국가를 돌아다니며 국제적인 순회공연을 펼쳤다.

## 수상
2018년 스코틀랜드 전통음악 어워드에서 올해의 스코트인 가수상Scots Singer of the Year을 수상했으며, 2019년 처음으로 개설된 스코트어상에서 올해의 젊은 발언가상Young Speaker of the Year을 수상했다. 2020년에는 동일한 상에서 올해의 공연자Scots Performer of the Year로 선정되었다.

## 스코트어 보존활동
스코틀랜드 콘서바토리에 있을 때, 스코트어를 전세계에서 온 친구들에게 말하기 불편했다는 사실을 발견하고, 스코트어 음악이 모두가 부를 수 있는 접근가능한 모던한 음악이 되기를 바라는 마음을 가지게 되었다. 이러한 경험을 가지고 아이오나는 모든 노래를 스코트어로 부르기 시작했으며, 스코틀랜드 정부가 스코트어를 2005년 게일어법과 같이 법률로 인정하도록 촉구하는 단체인 ‘울 바이스’Oor Vyce에 가입하여, 현재 집행위원회에서 모금 및 소셜미디어를 담당하고 있다.
2020년 12월, 스포티파이에 자신의 새 싱글 앨범인 《찬 한겨울 속에In the Bleak Midwinter》의 스코트어 버전을 업로드하던 중 언어 설정에 스코트어가 없는 것을 알고 문제를 제기했다. 12월 17일 발표한 공개편지에서 아이오나는 스포티파이가 ‘두드러지고 독특한 이 언어를 뻔하게 얕잡았다’며 이번 행동이 ‘두렵고’ ‘마음 아픈’heartbreaking 일이라고 지적했다. 12월 18일, 스포티파이는 트위터 답장을 통해 스코트어를 목록에 추가하겠도록 노력하겠다는 입장을 밝혔다. 2021년 3월, 새 싱글 《하얀 거위 The Wild Geese》발표 전날에 스포티파이에 스코트어가 언어로 추가되었다. 이에 대해 24명의 영국 하원의원들은 초기 동의안(EDM 1592)을 내고 “스코트어가 영어, 게일어와 함께 스코틀랜드의 3대 언어임을 인정하게 한 파이프에게 축하를 보낸다”고 밝혔다.